# فيفيان براون
فيفيان براون (بالإنجليزية: Vivian Brown)‏ هي عداءة سريعة أمريكية، ولدت في 17 ديسمبر 1941 في ديترويت في الولايات المتحدة، وتوفيت في 20 أغسطس 1998 في كليفلاند في الولايات المتحدة.

## وصلات خارجية
- فيفيان براون على موقع الاتحاد الدولي لألعاب القوى (الإنجليزية)
- فيفيان براون على موقع أوليمبيديا (الإنجليزية)